# Iglsø Kirke
Iglsø Kirke ligger i Iglsø Sogn, Viborg Domprovsti, Viborg Stift i Viborg Kommune, Region Midtjylland. Tidligere lå den i Fly Sogn i Skive-Fjends Provsti, Fjends Herred, Fjends Kommune i Viborg Amt. Kirken er en korskirke opført i 1895 af røde mursten i nyromansk stil under ledelse af arkitekt Claudius August Wiinholt.

## Eksterne kilder og henvisninger
- Wikimedia Commons har flere filer relateret til Iglsø Kirke

- Kort over sogne og herreder i det gamle Viborg Amt

- Iglsø Kirke hos KortTilKirken.dk